# نومیدیا (استان رومی)

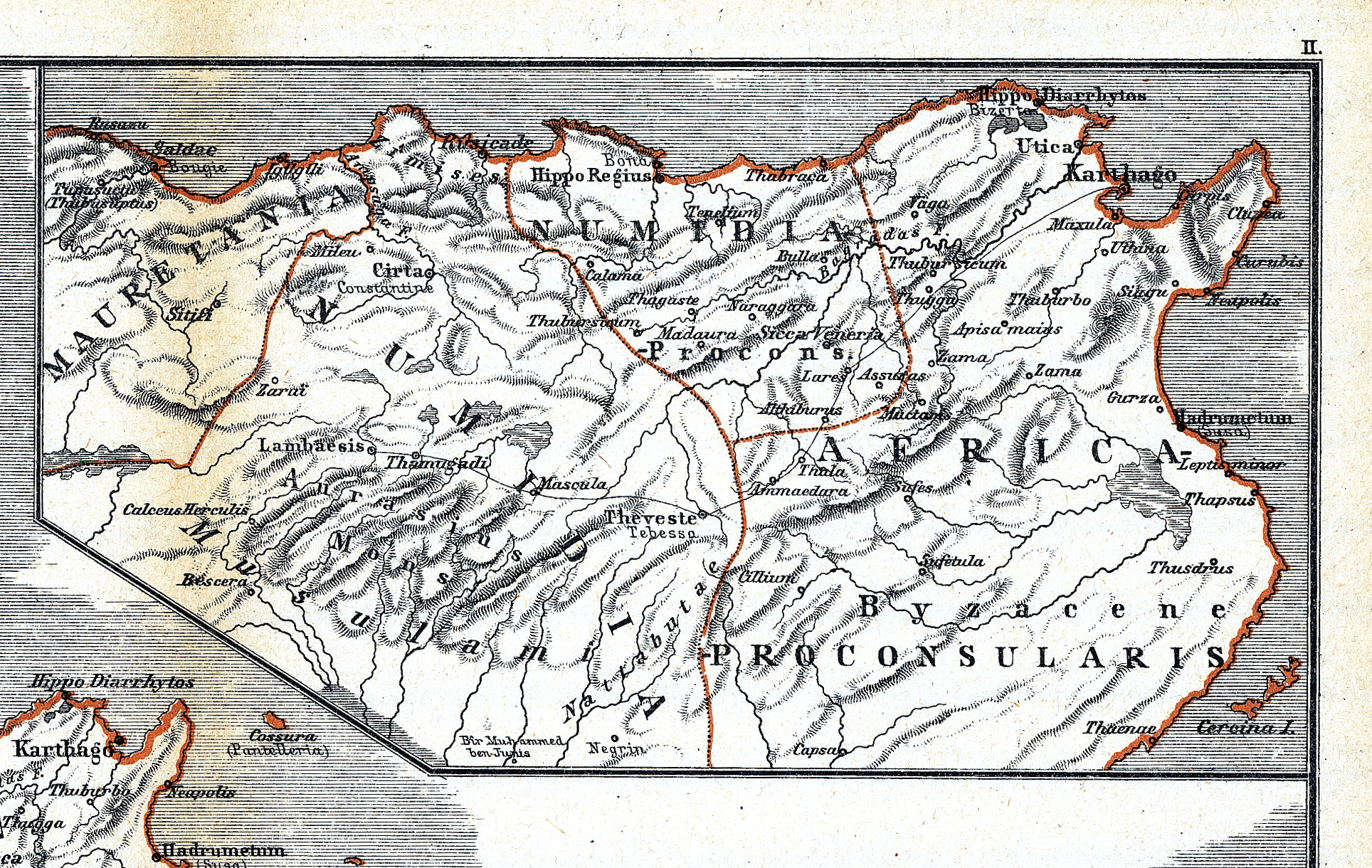
قلمروی استان نومیدیا براساس تئودور مومسن

نومیدیا (انگلیسی: Numidia) یکی از استان‌های روک در سواحل شمال آفریقا بود که تقریباً بخشی از سواحل کشور امروزی تونس و الجزایر دربرمی‌گرفت. به مردمان این ناحیه نخستین بار توسط پولیبیوس در حد قرن ۲ پیش از میلاد با نام نومیدی‌ها اشاره شده است. شرق نومیدیا در سال ۴۶ قبل از میلاد توسط نیروهای روم اشغال و مبدل به یکی از استان روم شد. بخش‌های غربی آن نیز در حدود سال ۴۰ قبل از میلاد در زمان آخرین پادشاه نومیدیا، آرابیو، اشغال شد. در عهد آگوستوس در سال ۲۵ قبل از میلادی، بخش غربی و شرقی آن یکپارچه شد تا استان نومیدیا شکل گیرد.
در سال ۴۲۸ میلادی، پس از یورش و مهاجرت وندال‌ها به شمال آفریقا، پس از تصرف بخش‌هایی از استان، پادشاهی آلان‌ها و وندال‌ها شکل گرفت و تا سال ۵۳۴ دوام آورد تا آنکه امپراتوری بیزانس آن را مسخر کرد. در میان سال‌های ۶۹۶ تا ۷۰۸ میلادی نیز این منطقه توسط نیروهای اعراب مسلمان فتح شد و به عنوان بخشی از ناحیه افریقیه به قلمروی خلافت اسلامی افزوده شد.